# Маргај
Маргај (Leopardus wiedii) је врста сисара из породице мачака (Felidae). Насељава велике делове Јужне и Средње Америке.

## Распрострањеност
Ареал маргаја обухвата већи број држава у јужној и средњој Америци. 
Врста је присутна у Аргентини, Белизеу, Боливији, Бразилу, Венецуели, Гвајани, Гватемали, Колумбији, Мексику, Никарагви, Костарици, Еквадору, Панами, Парагвају, Перуу, Салвадору, Суринаму, Уругвају, Француској Гвајани и Хондурасу.

## Станиште
Станишта врсте су шуме и речни екосистеми. Врста је присутна на подручју реке Амазон у Јужној Америци.

## Начин живота
Број младунаца које женка доноси на свет је обично 1-2, просечно 1,09.

## Угроженост
Ова врста је на нижем степену опасности од изумирања, и сматра се скоро угроженим таксоном.